# Josep Linuesa i Gurrera
Josep Linuesa i Gurrera (Barcelona, 15 de maig de 1966) és un actor de teatre, cinema i televisió i director de teatre català, conegut pels seus papers en sèries com Las chicas de hoy en día, Amar es para siempre o Les de l'hoquei.
Actualment, resideix a Ciutat de Mèxic, des d'on ha creat i manté el canal de YouTube "Walking Streets Films", on publica imatges dels carrers de la ciutat.

## Filmografia
Les seves obres com a actor i director són:
| - Vostè jutja, repartiment (1987) - Titànic 92, repartiment. TV movie (1989) - Lorenzaccio, Lorenzaccio, repartiment. TV movie (1989) - El retorno de Arsene Lupin, repartiment (1998) - La granja, com a Sergi (1990-1992) - Un día volveré, repartiment (1991) - Las chicas de hoy en día, com amic de la Nuri (1991) - La casa de las chivas, repartiment (1991) - Crónicas del mal, repartiment (1992) - Delantero, repartiment. Minisèrie (1993) - Estació d'enllaç, actor invitat (1995) - Secrets de familia, actor invitat (1995) - La Lloll, actor invitat (1995) - Pedralbes centre, actor invitat (1995) - Nissaga de poder, com a Marçal Castro (1996-1998) - Ambiciones, com a Homar (1998) - Jacinto Durante, representante, personatge invitat (1999) - Periodistas, personatge episòdic (1999) - El comisario, com a Jaime (1999) - Laura, com a Anton Cardoner (1999) - Crims, un episodi: Escorpio (2001) - Un dia, una nit, com a Víctor. TV movie (2001) - Desde el balcón, repartiment. Minisèrie (2001) - Hospital Central, com a Ramiro (2001) - Mi teniente, com a Carmelo Sánchez (2001) - El tránsfuga, repartiment. TV movie (2004) - Cota roja, com a Luis. TV movie (2004) - 16 dobles, com a Pascal Bernet (2003) - Ana y los 7, com a doctor Ramírez (2004) - De moda, com a Damián (2004) - El pasado es mañana, com a Alonso Arce (2005) - Ventdelplà, com a Héctor (2005) - Vida robada, com a Yago. TV movie (2005) - Ellas y el sexo débil, repartiment (2006) - SMS, sin miedo a soñar, com a Gonzalo (2006-2007) - Mi último verano con Marian, com a Julio. TV movie (2007) - Sin tetas no hay paraíso, com a Miguel Cortés (2008) - Supercharly, com a Luis Lozano (2010) - El edén, com a Xavier Guerrero. TV movie (2010) - Rocío Dúrcal, volver a verte, com a Antonio Morales Jr. Minisèrie (2011) - Amar es para siempre, com a Arturo Olazábal (2013) - Los misterios de Laura, com a David Guarner "DW" (2014) - El Ministerio del Tiempo, com a Thibaud, un episodi: El tiempo es el que es (2015) - Cites, com a Joaquim, un episodi (2015) - La Riera, com a Frederic Enguita (2015-2016) - Cuéntame cómo pasó, com a Ricardo Goicoechea (2016) - Les de l'hoquei, com a Enric (2019) | Llargmetratges - La mujer y el pelele, com a Federico. Dir. Mario Camus (1990) - La noche más larga, com a Chico. Dir. José Luis García Sánchez (1991) - Gimlet, com a Pablo. Dir. José Luis Acosta (1995) - En la puta vida, com a Marcelo. Dir. Beatriz Flores Silva (2001) - El alquimista impaciente, com a Egea. Dir. Patricia Ferreira (2002) - Diario de una becaria, com a Koldo. Dir. Josecho Sanmateo (2003) - Madrid, com a espanyol en un autobús. Dir. Daphne Charizani (2003) - Carmen, com a Lucas, el torero. Dir. Vicente Aranda (2003) - Catarsis, com a Andy. Dir. Ángel Fernández-Santos (2004) - Ruido, com a Edgar. Dir. Marcelo Bertalmío (2005) - Beatriz/Barcelona, com a Álex. Dir. Claudio Zulian (2006) - Manolete, com a Enrique de Ahumada. Dir. Menno Meyjes (2007) - Ens veiem demà, com a psicòleg. Dir. Xavier Berraondo (2009) - El cónsul de Sodoma, com a Carlos Barral. Dir. Sigfrid Monleón (2009) Curtmetratges - Llame antes de entrar, repartiment. Dir. Tola Castillo (1994) - Los amigos del muerto, amic. Dir. Icíar Bollaín (1994) - El coyote, repartiment. Dir. Poli Cantero (1995) - Disertaciones sobre una coliflor, com a Joaquín/Luis/Daniel/Dora. Dir. Carme Conesa (1999) | Com a actor - Las preciosas ridículas. Dir. Molière/Ferrán Audí (1986) - Lorenzaccio. Dir. Alfred de Musset/Lluis Pasqual (1987) - El manuscrito de Ali Bei. Dir. Josep Maria Benet i Jornet/Josep Montanyés (1987) - Peraustrínia 2004, como Tristán. Dir. Ángel García (1990) - Don Carlos, como Don Carlos. Dir. Friedrich Schiller/Ferran Audí (1990) - Peep show. Dir. Ella Sterling/Orestes Lara (1991) - Beirut. Dir. Alan Bowne/Josep Costa (1993) - Castillos en el aire. Dir. William Mastrosimone/Josep Costa (1994) - Alaska. Dir. Cindy Lou Johnson/Josep Costa (1995) - La cabeza del dragón. Dir. Valle-Inclán/Enric Flores (1995) - Anatol. Dir. Arthur Schnitzler/Jordi Mesalles (1996) - El ángel de la información. Dir. Jordi Mesalles (1996) - Precisament Avui. Dir. Josep Maria Benet i Jornet/Ferrán Madico (1997) - Sara y Simón. Dir. Manuel Dueso (1997) - Titanic 92. Dir. Guillem Jordi Graells/Pere Planella (1998) - Farsa y licencia de la Reina Castiza. Dir. Valle-Inclán/Enric Flores (1998) - El suicida. Dir. Nikolai Erdman/Magda Puyo (1999) - Las manzanas del viernes. Dir. Antonio Gala/Paco Marsó amb la companyia de Concha Velasco (1999-2000) - La marquesa de O. Dir. Heinrich von Kleist/Magüi Mira (2009-2010) - Diario de Moscú. Dir. Pep Guinyol (2012) - ¡Qué desastre de función!. Dir. Michael Frayn (2013) - T'estimo però no tant. Dir. Miguel Murga. (2015) - Pares y Nines. Dir. Miguel Murga. (2017) Com a director - Ungles fashion, al Teatre Malic de Barcelona (1992) - Acelgas y lechuguinos, al Teatre Malic de Barcelona i Teatre Alfil de Madrid (1992) - Cada día estoy mejor, al Teatre Galileo de Madrid i gira (2006) - Rick y Edu, Dir. Ell mateix (2009) |